# توم بانكس
توم بانكس (بالإنجليزية: Tom Banks) هو فيزيائي أمريكي، ولد في 19 أبريل 1949 في نيويورك في الولايات المتحدة.